# تولبوي (قنبلة)
تولبوي أو الطفل الطويل (بالإنجليزية: Tallboy) قنبلة طورها مهندس الطيران البريطاني بارنز واليس واستخدمها سلاح الجو الملكي البريطاني في عام 1944 خلال الحرب العالمية الثانية. تم حملها بواسطة قاذفة القنابل أفرو لانكاستر. صنع منها 854 قنبلة. أثبتت فاعليتها ضد الهياكل المقواة على عكس سابقاتها الأصغر حجماً.

## معرض الصور

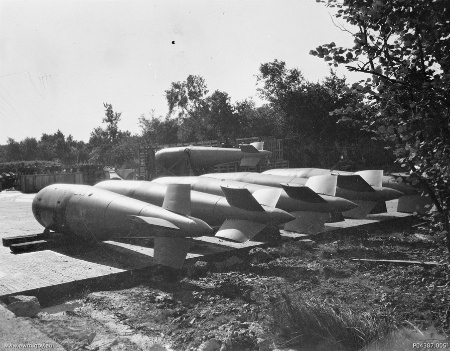
ست قنابل تولبوي.
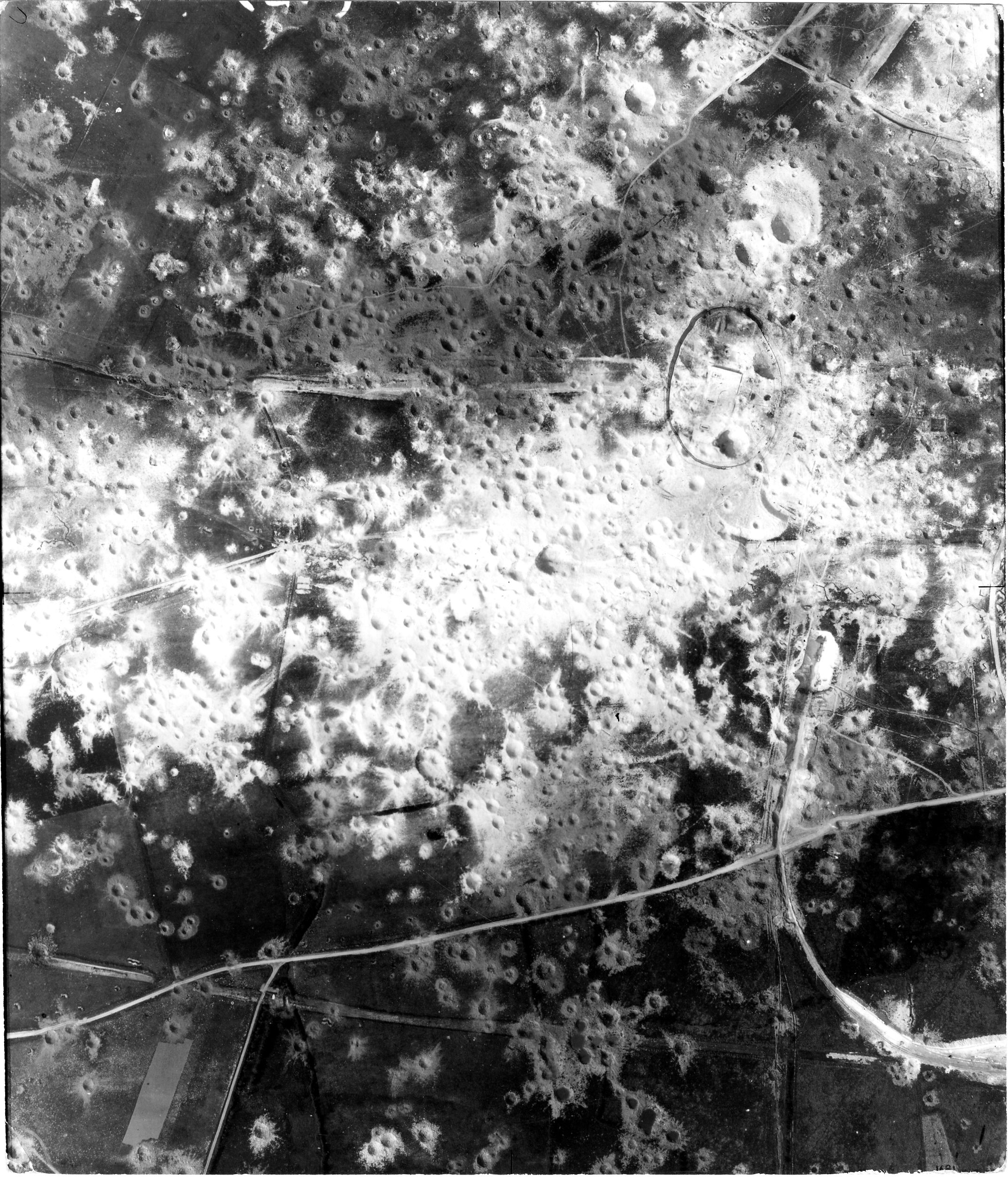
حجم دمار القنبلة لإحدى الغابات.